# Swetlana Schönfeld
Swetlana Schönfeld (* 9. Februar 1951 im Lager Kolyma, Oblast Magadan, Sowjetunion) ist eine deutsche Schauspielerin und Theaterregisseurin.

## Leben und Werk
Swetlana Schönfeld wurde in einem Lager in Kolyma geboren. Ihre Mutter, eine überzeugte Kommunistin, war im Zuge der stalinistischen Säuberungen in Moskau verhaftet und zu fünf und später zu zehn Jahren Straflager verurteilt worden. Ihr Vater wurde im Lager ermordet. Mit sechs Jahren kam sie mit ihrer Mutter nach Berlin. Die gelernte Kindergärtnerin absolvierte bis 1971 ein Schauspielstudium an der Staatlichen Hochschule für Schauspielkunst in Berlin-Schöneweide. Von 1973 bis 1993 gehörte sie dem Ensemble des Maxim-Gorki-Theaters in Berlin an, gefolgt von Engagements am Deutschen Theater, der Schaubühne am Lehniner Platz und dem Berliner Ensemble.
Parallel zu ihrer Karriere als Theaterdarstellerin begann sie eine umfangreiche Film- und Fernsehkarriere bei der DEFA und dem Fernsehen der DDR, wo sie ab Mitte der 1970er Jahre in verschiedenen Produktionen mitspielte. Häufig war sie in Literaturadaptionen zu sehen, wie beispielsweise 1984 in Thomas Langhoffs Drei Schwestern, nach dem gleichnamigen Drama von Anton Tschechow, oder in Herrmann Zschoches Filmbiografie des deutschen Dichters Friedrich Hölderlin: Hälfte des Lebens.
Seit den 1990er Jahren stand sie bei verschiedenen Fernsehproduktionen vor der Kamera, so etwa in vier Teilen der Reihe Polizeiruf 110 und in Fernsehserien wie Für alle Fälle Stefanie, In aller Freundschaft und Der Landarzt. In den Tatort-Episoden mit den Leipziger Ermittlern Saalfeld und Keppler verkörperte sie von 2008 bis 2012 die Mutter der Kommissarin Saalfeld. 
Ihre Familiengeschichte stand Pate für das Drehbuch des Spielfilms Und der Zukunft zugewandt (2019, Regie und Drehbuch: Bernd Böhlich).
Schönfeld lebt in Berlin.

## Filmografie (Auswahl)
- 1975: Pirat mit Hindernissen (Fernsehfilm)
- 1976: Ein altes Modell (Fernsehfilm)
- 1977: Dantons Tod (Studioaufzeichnung)
- 1978: Sabine Wulff
- 1979: Die Rache des Kapitäns Mitchell (Fernsehfilm)
- 1981: Nora S. (Fernsehfilm)
- 1982: Melanie van der Straaten (Fernsehfilm)
- 1984: Kaskade rückwärts
- 1984: Drei Schwestern (Fernsehfilm)
- 1984: Hälfte des Lebens
- 1985: Unternehmen Geigenkasten
- 1985: Die Hose
- 1985: Der Staatsanwalt hat das Wort – Das Biest
- 1988: Ich liebe dich – April! April!
- 1988: Polizeiruf 110 – Eifersucht
- 1990: Das Land hinter dem Regenbogen
- 1990: Die Übergangsgesellschaft (TV-Aufzeichnung 1990)
- 1991: Landschaft mit Dornen (Fernsehfilm)
- 1993: Polizeiruf 110 – Blue Dream – Tod im Regen
- 1995: Polizeiruf 110 – Alte Freunde
- 1996: Tatort – Buntes Wasser
- 1997: Flammen im Paradies
- 1998: Abgehauen (Fernsehfilm)
- 1999: Anna Marx (Fernsehfilm)
- 2000: Julias Geist
- 2001: Tanz der Schwestern (Fernsehfilm)
- 2001: Große Mädchen weinen nicht
- 2002: Fahr zur Hölle, Schwester!
- 2003: Tatort – Hexentanz
- 2004: Stubbe – Von Fall zu Fall: Tödliches Schweigen
- 2005: Polizeiruf 110 – Vergewaltigt
- 2006: Inga Lindström: Die Frau am Leuchtturm
- 2008: Tatort – Unbestechlich
- 2008: Tatort – Ausweglos
- 2009: Tatort – Falsches Leben
- 2010: Tatort – Schön ist anders
- 2010: Notruf Hafenkante – Herr Mubiru im Paradies
- 2010: Tatort – Heimwärts
- 2010: Tatort – Absturz
- 2011: Tatort – Nasse Sachen
- 2012: Tatort – Kinderland
- 2014: Notruf Hafenkante – Hausmusik
- 2015: Vorsicht vor Leuten (Fernsehfilm)
- 2015: Eins ist nicht von dir
- 2016: Der letzte Cowboy (Miniserie)
- 2017: Ein starkes Team – Tod und Liebe
- 2017: Die Unsichtbaren – Wir wollen leben
- seit 2017: Das Institut – Oase des Scheiterns
- 2018: Großstadtrevier (Fernsehserie, Folge Eine Frage der Gerechtigkeit)
- 2018: Und der Zukunft zugewandt
- 2019: Frau Jordan stellt gleich (Fernsehserie, Folge Siegerinnen und Verlierer)
- 2019: Bonusfamilie (Fernsehserie)
- 2020: Rentnercops (Fernsehserie)
- 2020: Wolfsland – Das Kind vom Finstertor (Fernsehreihe)
- 2021: Praxis mit Meerblick – Hart am Wind (Fernsehreihe)
- 2021: Tatort – Unsichtbar (Fernsehreihe)
- 2022: Praxis mit Meerblick – Mutter und Sohn (Fernsehreihe)
- 2023: WaPo Elbe (Fernsehserie, Folge Ewiges Leben)
- 2024: Die Notärztin (Fernsehserie, Folge Der ganz normale Wahnsinn)
- 2025: WaPo Elbe (Fernsehserie, Folge Schorf)
- 2025: Bettys Diagnose (Fernsehserie, Folge Verfahren)

## Hörspiele
- 1975: Linda Teßmer: Der Fall Tina Bergemann (Elvira) – Regie: Hannelore Solter (Hörspiel – Rundfunk der DDR)
- 1978: Jan Eik: Kleines Haus am Wald (Ina) – Regie: Achim Scholz (Kriminalhörspiel – Rundfunk der DDR)
- 1980: Jorge Amado: Der gestreifte Kater und die Schwalbe Sinhá (Schwalbe) – Regie: Manfred Täubert (Kinderhörspiel – Rundfunk der DDR)
- 1981: Christoph Hein: Jakob Borgs Geschichten (Katinka, Teil 3–5) – Regie: Flora Hoffmann (Kinderhörspiel (5 Teile) – Rundfunk der DDR)
- 1982: Brüder Grimm: Das singende springende Löweneckerchen (Hanna) – Regie: Jürgen Schmidt (Kinderhörspiel – Litera)
- 1984: Zlatko Seselj: Die Abenteuer der kleinen Magdica (Füchsin) – Regie: Albrecht Surkau (Kinderhörspiel – Rundfunk der DDR)
- 1987: Katrin Lange: Die Brandstifterin (Schulz) – Regie: Werner Grunow (Hörspielreihe Tatbestand, Nr. 35 – Rundfunk der DDR)
- 1987: Russisches Volksmärchen: Auf des Hechtes Geheiß (Wonja) – Regie: Rüdiger Zeige (Kinderhörspiel – Rundfunk der DDR)
- 1989: Vijay Tendulkar: Der leere Stuhl der Miss Shaku Dalvi (Shaku) – Regie: Beate Rosch (Hörspiel – Rundfunk der DDR)
- 2018: Juli Zeh: Unterleuten – Regie: Judith Lorentz (NDR/rbb)

## Auszeichnungen (Auswahl)
- 1977: Ernst-Zinna-Preis der Stadt Berlin für hervorragende künstlerische Leistungen
- 1991: Kritikerpreis der Berliner Zeitung